# Зачем алиби честному человеку?
«Зачем алиби честному человеку?» — художественный телефильм режиссёра Владимира Чеботарёва, последний его фильм.

## Сюжет
Действие происходит в небольшом российском городке. Два основных персонажа фильма — капитан милиции Забродин, начальник уголовного розыска района, а также представитель местной интеллигенции Шалудкин, который пытается найти средства на достойную жизнь для своей семьи. Капитан, человек без чести и совести, стремится в депутаты, используя при этом в своих целях непростую криминальную обстановку в городе. Интеллигент окончательно запутывается в своих стараниях обеспечить семью.

## В ролях
- Анатолий Васильев — Виктор Петрович Забродин, начальник районного уголовного розыска
- Леонид Куравлёв — Сергей Алексеевич Шалудкин, музейный работник
- Людмила Полякова — жена Шалудкина
- Александр Мартынов — Игорь Алексеевич Крохалёв
- Александра Колкунова — дочь Шалудкина
- Михаил Кокшенов — Алексей Трофимов
- Тамара Акулова — Зина
- Марина Гаврилко — мать Шалудкина
- Юрий Саранцев — Александр Павлович Корпиленко
- Николай Савосин — Ерохин
- Ренат Лайшев — Полыхаев
- Валентин Печников — Еремеич
- Анатолий Голик — Веточкин
- Герман Качин — Сергей Михайлович Мартюхин
- Геннадий Корольков — свидетель

## Съёмочная группа
- Авторы сценария: Владимир Чеботарёв, Юрий Черняков
- Режиссёр: Владимир Чеботарёв
- Оператор: Генри Абрамян
- Композитор: Вениамин Баснер

## Песни
Песни на музыку В. Баснера: «Здравствуй, птица ворон» («Дом с крылечком») — слова Л. Завальнюка; «Одинокий волк» — слова Л. Завальнюка; «Я — бедовая» — слова М. Матусовского.